# Oreotrochilus
Oreotrochilus là một chi chim trong họ Chim ruồi.